# Línea 442 (Interurbanos Madrid)
La línea 442 de la red de autobuses interurbanos de Madrid une el intercambiador de Plaza Elíptica con Juan de la Cierva (Getafe).

## Características
Esta línea une Madrid con el barrio de Juan de la Cierva en Getafe, dando cobertura al campus de Getafe de la Universidad Carlos III de Madrid.
Desde su creación hasta el 19 de enero de 2008, la línea iniciaba recorrido en Atocha junto a la línea 441, cuando se trasladó su cabecera al nuevo intercambiador de Plaza Elíptica. Desde entonces Plaza Elíptica y Atocha quedan conectados mediante la nueva línea E1 de la EMT.
La línea no mantiene los mismos horarios todo el año, desde el 1 al 31 de agosto se reducen el número de expediciones, además de los días excepcionales vísperas de festivo y festivos de Navidad en los que los horarios también cambian y se reducen.

Está operada por la empresa Avanza Movilidad Integral mediante la concesión administrativa VCM-402 - Madrid – Getafe – Alcorcón (Viajeros Comunidad de Madrid) del Consorcio Regional de Transportes de Madrid.
1. ↑  Consorcio Regional de Transportes de Madrid (CRTM). «Línea Exprés E1 Atocha-Embajadores-Plaza Elíptica. Portada». Archivado desde el original el 15 de enero de 2019. Consultado el 7 de noviembre de 2023.
2. ↑  Consorcio Regional de Transportes de Madrid (CRTM). «Línea Exprés E1 Atocha-Embajadores-Plaza Elíptica. Plano». Archivado desde el original el 5 de agosto de 2016. Consultado el 7 de noviembre de 2023.

## Horarios
| Lunes a viernes laborables (1 de septiembre - 31 de julio) |
| A 6:05 - 6:25 - 6:40 - 6:55 - 7:05 - 7:15                  |
| De 7:25 a 9:46 cada 8-9 minutos                            |
| De 9:55 a 22:45 cada 10 minutos                            |
| A 23:00 - 23:15 - 23:30 - 23:45 - 24:00 - 0:30             |
| Lunes a viernes laborables (Agosto)                        |
| De 6:05 a 22:52 entre 10-15 minutos                        |
| A 23:04 - 23:16 - 23:30 - 23:50 - 0:10 - 0:30              |
| Sábados laborables (1 de septiembre - 31 de julio)         |
| De 6:15 a 23:00 cada 15 minutos                            |
| A 23:20 - 23:40 - 24:00 - 0:30                             |
| Sábados laborables (Agosto)                                |
| A 6:10                                                     |
| De 6:35 a 23:00 cada 15-20 minutos                         |
| A 23:20 - 23:40 - 24:00 - 0:25                             |
| Domingos y festivos (1 de septiembre - 31 de julio)        |
| De 7:00 a 23:00 cada 15 minutos                            |
| A 23:20 - 23:40 - 24:00 - 0:30                             |
| Domingos y festivos (Agosto)                               |
| A 7:00 - 7:30                                              |
| De 8:00 a 22:50 cada 18-21 minutos                         |
| A 23:10 - 23:30 - 23:55 - 0:25                             |

| Lunes a viernes laborables (1 de septiembre - 31 de julio) |
| A 5:40 - 5:55                                              |
| De 6:10 a 9:01 cada 9 minutos                              |
| De 9:10 a 22:00 cada 10 minutos                            |
| De 22:15 a 23:30 cada 15 minutos                           |
| A 24:00 - 00:30                                            |
| Lunes a viernes laborables (Agosto)                        |
| De 5:40 a 23:20 cada 10-15 minutos                         |
| A 23:40 - 24:00 - 0:30                                     |
| Sábados laborables (1 de septiembre - 31 de julio)         |
| De 5:45 a 22:30 cada 15 minutos                            |
| A 22:50 - 23:10 - 23:30 - 24:00 - 0:30                     |
| Sábados laborables (Agosto)                                |
| De 5:45 a 23:30 cada 15-20 minutos                         |
| A 24:00 - 0:30                                             |
| Domingos y festivos (1 de septiembre - 31 de julio)        |
| De 6:30 a 22:30 cada 15 minutos                            |
| A 22:50 - 23:10 - 23:30 - 24:00 - 0:30                     |
| Domingos y festivos (Agosto)                               |
| A 6:30 - 7:00                                              |
| De 7:30 a 23:00 cada 18-20 minutos                         |
| A 23:30 - 24:00 - 0:30                                     |

1. 1 2 3 4 5 6 7 8 9 10 11 12 13 14 15 16 17 18 19 20 21 22 23 24 25 26 27  Circula por la Avenida de España de Getafe.
2. 1 2 3 4 5 6  Salen de la calle Vía Lusitana.
3. 1 2 3 4 5 6 7  La parada de descenso de la terminal en Madrid se encuentra en la calle Vía Lusitana.
4. 1 2 3 4 5 6  Termina en el paseo de Santa María de la Cabeza/plaza Elíptica (Madrid).

## Recorrido y paradas

### Sentido Getafe
Las paradas en cursiva corresponden a las expediciones que pasan por la Avenida de España, sustituyendo a las realizadas en las avenidas Madrid y Juan de la Cierva.
| Código | Parada                                        | Común con                                 | Conexiones con Metro | Municipio | Zona |
| ------ | --------------------------------------------- | ----------------------------------------- | -------------------- | --------- | ---- |
| 17042  | Intercambiador de Plaza Elíptica (dársena 17) |                                           | Plaza Elíptica       | Madrid    |      |
| 05349  | Tanatorio Sur                                 | SE702 441 443 444 446 460 461 463 464 469 |                      | Madrid    |      |
| 07641  | Ctra. A42 - Pol. Ind. Prado Overa             | 441 443 444 446 460 461 463 464 469 470   |                      | Madrid    |      |
| 08296  | Madrid - Pza. Victoria Kent                   | 428 441 455 488                           |                      | Getafe    |      |
| 08293  | Madrid - Universidad                          | 428 441 448 455 488                       |                      | Getafe    |      |
| 08315  | Av. Juan de la Cierva - Pza. San Sebastián    | 428 455 488                               |                      | Getafe    |      |
| 08335  | Av. Ciudades - Centro Cívico                  | 443 2                                     |                      | Getafe    |      |
| 10813  | Av. España - Av. Ciudades                     | 447 4                                     |                      | Getafe    |      |
| 08332  | Av. España - Est. Juan de la Cierva           | 447 488 1 4                               | Juan de la Cierva    | Getafe    |      |
| 08319  | Av. Los Ángeles - Pza. España                 | 455 1 3                                   |                      | Getafe    |      |
| 11320  | Av. Aragón - Av. Los Ángeles                  |                                           |                      | Getafe    |      |
| 11321  | Av. Aragón - Huesca                           |                                           |                      | Getafe    |      |
| 11322  | Av. Aragón - Albacete                         |                                           |                      | Getafe    |      |
| 11412  | Av. Ciudades - Parque                         |                                           |                      | Getafe    |      |

### Sentido Madrid
| Código | Parada                                        | Común con                               | Conexiones con Metro | Municipio | Zona |
| ------ | --------------------------------------------- | --------------------------------------- | -------------------- | --------- | ---- |
| 11412  | Av. Ciudades - Parque                         |                                         |                      | Getafe    |      |
| 11198  | Camino Viejo de Pinto - Av. Los Ángeles       | 3                                       |                      | Getafe    |      |
| 11319  | Av. Los Ángeles - Av. Vascongadas             | 3                                       |                      | Getafe    |      |
| 08325  | Av. Aragón - Extremadura                      | 488 1                                   |                      | Getafe    |      |
| 08324  | Av. Aragón - Badajoz                          | 488 1                                   |                      | Getafe    |      |
| 08332  | Av. España - Est. Juan de la Cierva           | 447 488 1 4                             | Juan de la Cierva    | Getafe    |      |
| 08292  | Madrid - Daoiz                                | 441 448 488                             |                      | Getafe    |      |
| 08294  | Madrid - Universidad                          | 428 441 448 488                         |                      | Getafe    |      |
| 08297  | Madrid - Pza. Victoria Kent                   | 428 441 443 488                         |                      | Getafe    |      |
| 07640  | Ctra. A42 - Pol. Ind. Prado Overa             | 441 443 444 446 460 461 463 464 469 470 |                      | Madrid    |      |
| 05687  | Avenida de los Poblados - Carretera Toledo    | 155 441 443 444 446 460 461 463 464 469 |                      | Madrid    |      |
| 17042  | Intercambiador de Plaza Elíptica (dársena 17) |                                         | Plaza Elíptica       | Madrid    |      |